# Brückenberg
Der Brückenberg gehört mit seinen 963,8 m ü. NHN zu den höchsten Bergen im sächsischen Erzgebirge.

## Geographie und Lage
Der Brückenberg liegt im Westerzgebirge etwa einen Kilometer westlich von Wildenthal und gut zwei Kilometer nordnordöstlich von Carlsfeld, zweier Ortsteile der Stadt Eibenstock im Erzgebirgskreis. Vom benachbarten Auersberg ist er durch das Tal der Großen Bockau getrennt, aus dem der Brückenberg steil aufsteigt. Auf seinem Bergrücken entspringen mehrere Bäche, so der Dönitzbach, der nördlich nach Eibenstock fließt. Siegfried Sieber zufolge sind einige der Quellen schwach radiumhaltig. In einem alten Steinbruch wurde einst sehr harter, feinkörniger Turmalingranit gebrochen.
Der Brückenberg gehört nach der Naturraumkarte von Sachsen zur Mesogeochore „Eibenstocker Bergrücken“. Zu diesem Komplex gehören auch die umgebende bewaldete Hochfläche mit ihren Bergen wie Zeisiggesang (westnordwestlich vom Brückenberg, 922,4 m), Ellbogen (östlich), Steinberg (südwestlich am Rand von Carlsfeld, 914,6 m) und Wintergrün (nördlich, 928,1 m).

## Verkehr und Wandern
Zwischen Brückenberg und Ellbogen (899 m) verläuft der Frühbuser Steig, eine alte Passstraße ins Böhmische. Nach dem Brückenberg führt der Ehrethausweg von Wildenthal, vorbei am alten Waldbad und über den Frühbuser Steig. Einen Kilometer westlich des Brückenbergs verläuft der Carlsfeld-Eibenstocker Weg, der von Carlsfeld nach Eibenstock als Wanderweg ausgeschildert ist. Im gleichen Abstand zum Gipfel liegt der Carlsfelder Bergbaulehrpfad.